# Deus Cuida de Mim
Deus Cuida de Mim é o terceiro álbum de estúdio do cantor Kleber Lucas, sendo o segundo trabalho do intérprete lançado em 1999 pela gravadora MK Music. A obra contém algumas das faixas de maior notoriedade do artista, destacando-se a faixa título. Por vender mais de cem mil cópias no Brasil recebeu disco de ouro em 2000.

## Antecedentes
Ao assinar com a gravadora MK Music, Kleber Lucas lançou o álbum Meu Maior Prazer em maio de 1998, que rendeu o seu primeiro disco de ouro da carreira. O projeto ficou conhecido por sua parceria com o tecladista Rogério Vieira e teve canções tocadas em rádios evangélicas por todo o Brasil. Para o álbum sucessor, o cantor decidiu seguir com o mesmo produtor.

## Gravação
Sobre o álbum, Kleber Lucas disse em 2019 que a maioria das canções de Deus Cuida de Mim foram escritas em apenas uma noite de insônia, exceto "Jeová É o Teu Cavaleiro" (gravada anos antes pelo Koinonya quando Kleber era integrante da banda) e a faixa-título, "Deus Cuida de Mim".[carece de fontes?]
A canção "O Espírito do Senhor" foi gravada anos antes pelo cantor Carlinhos Felix no álbum Ao Vivo (1996).

## Lançamento e recepção
| Críticas profissionais | Críticas profissionais |
| Avaliações da crítica  | Avaliações da crítica  |
| Fonte                  | Avaliação              |
| ---------------------- | ---------------------- |
| Super Gospel           | [ 4 ]                  |

Deus Cuida de Mim foi lançado em 1999 e foi um sucesso comercial, com certificação de disco de ouro da Pro-Música Brasil. Em análise retrospectiva para o Super Gospel, Gledeson Franklyn defendeu que o projeto "conseguiu unir a atmosfera congregacional com o pop, terreno pouco conhecido até então" e que "o álbum envelheceu muito bem", sendo uma referência na música pop evangélica.
Em 2015, foi considerado, por vários historiadores, músicos e jornalistas, como o 66º maior álbum da música cristã brasileira, em uma publicação dirigida pelo Super Gospel. Em 2018, foi considerado o 31º melhor álbum da década de 1990, de acordo com lista publicada pelo mesmo portal com a justificativa de que o projeto contém "quinze canções que trazem a mesma dedicação congregacional exposta nos registros anteriores, mas com um Kleber mais centrado".

## Faixas
1. "Vimos Adorar"
2. "No Templo"
3. "Eis-me Aqui"
4. "Andar com Deus"
5. "Sê Bem Vindo"
6. "O Vento"
7. "Maravilhas"
8. "O Mistério"
9. "Eu Preciso de Você"
10. "Deus"
11. "O Espírito do Senhor"
12. "Deus Cuida de Mim"
13. "Dentro do Coração"
14. "Nossa Gratidão"
15. "Jeová é o Teu Cavaleiro"